# 巴蘭欽撞擊坑
巴蘭欽撞擊坑（Balanchine）是一個位於水星上的撞擊坑。該撞擊坑最明顯的特徵就是從坑的中心輻射向外的藍色輻射狀結構。這些輻射系統因為形狀類似美籍俄羅斯芭蕾舞編舞家喬治·巴蘭欽作品《小夜曲》中的芭蕾舞裙，命名為巴蘭欽撞擊坑。